# Montauriol (Pireneje Wschodnie)
Montauriol – miejscowość i gmina we Francji, w regionie Oksytania, w departamencie Pireneje Wschodnie.
Według danych na rok 1990 gminę zamieszkiwało 165 osób, a gęstość zaludnienia wynosiła 15 osób/km² (wśród 1545 gmin Langwedocji-Roussillon Montauriol plasuje się na 742. miejscu pod względem liczby ludności, natomiast pod względem powierzchni na miejscu 699.). 

## Zabytki
Zabytki na terenie gminy posiadające status monument historique:
- kościół św. Saturnina (Église Saint-Saturnin de Montauriol)

## Populacja

Populacja Montauriol w latach 1962–2008